# Blepharella lodosi
Blepharella lodosi là một loài ruồi trong họ Tachinidae.